# Cantón de Stains
El cantón de Stains era una división administrativa francesa, que estaba situada en el departamento de Sena-Saint-Denis y la región de Isla de Francia.

## Composición
El cantón estaba formado por una fracción de comuna, más la comuna que le daba su nombre:
- Pierrefitte-sur-Seine (fracción)
- Stains

## Supresión del cantón de Stains
En aplicación del Decreto n.º 2014-214 de 21 de febrero de 2014, y corregido por Decreto n.º 2014-481 de 13 de mayo de 2014, el cantón de Stains fue suprimido el 22 de marzo de 2015 y sus 2 comunas pasaron a formar parte del nuevo cantón de Saint-Denis-2.